# O'Neill (Nebraska)
Pour les articles homonymes, voir O'Neill.
La ville de O’Neill est le siège du comté de Holt, dans l’État de Nebraska, aux États-Unis. Elle comptait 3 705 habitants lors du recensement de 2010.

## Histoire
La ville a été nommée en hommage à John O’Neill, son fondateur.